# Батистини (Виченца)
Батистини је насеље у Италији у округу Виченца, региону Венето.
Према процени из 2011. у насељу је живело 106 становника. Насеље се налази на надморској висини од 214 м.